# 约瑟夫·韦斯特拉唐
约瑟夫·韦斯特拉唐（法語：Joseph Verstraeten，？—？），比利时男子竞技体操运动员。他曾参加1920年在安特卫普举行的夏季奥运会，结果在男子团体全能项目上获得银牌。